# Hasselblad
A Victor Hasselblad AB egy svéd középformátumú fényképezőgépeket és fotográfiai felszereléseket gyártó cég. Székhelye Göteborg Svédországban.
A Hasselblad egy nagyon egyszerű feladatot tűzött maga elé több mint ötven évvel ezelőtt, a világ legjobb fényképezőgépét gyártani.

## Cégtörténet

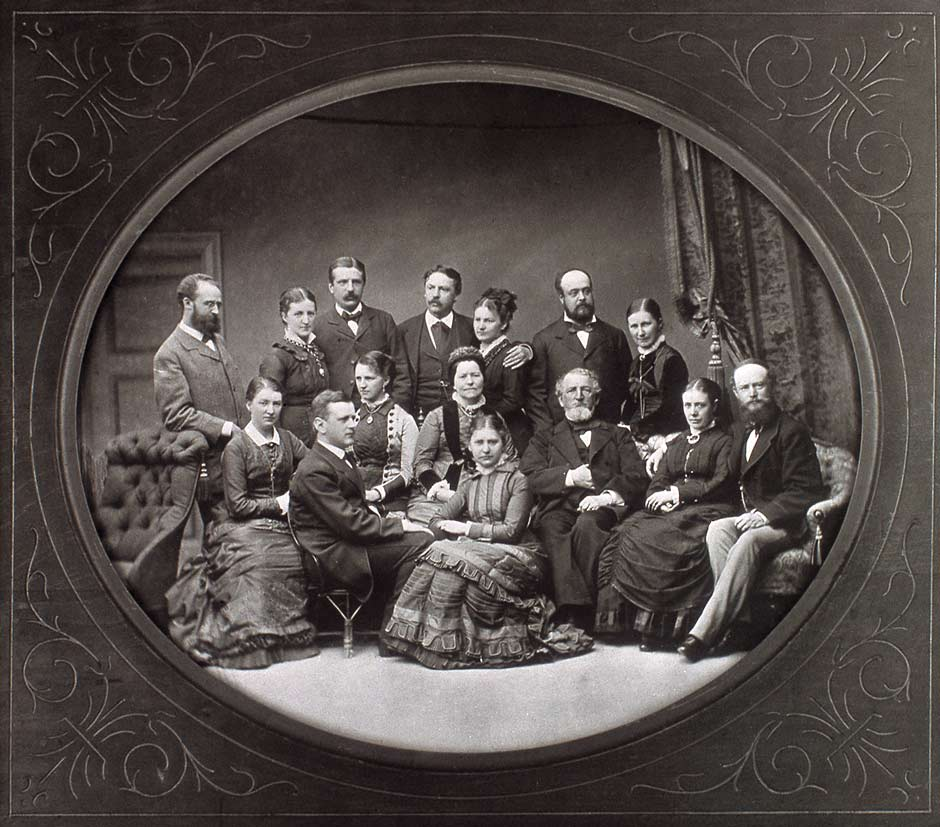
A Hasselblad család a XIX. szd. végén

A céget kereskedelmi vállalkozásként alapították 1841-ben Göteborgban F.W. Hasselblad & Co. néven. Fő termékük a termosz volt.
Az alapító fia, Arvid Viktor Hasselblad érdeklődött a fotográfia iránt, ezért létrehozta a cég fotóosztályát. Nem gondolta, hogy ez hoz valami nyereséget is, de mint megjegyezte, legalább ingyen készíthet képeket. Arvid Hasselbalad 1877-ben megépíttetett egy irodaépületet, ami egészen 2002-ig megvolt. Megismerkedett George Eastmannel, az Eastman Kodak cég alapítójával. 1888-tól az Eastman Kodak svéd disztribútorává váltak, és sikeres üzleteket nyitottak az egész országban.
A cég fokozatosan az alapító unokája, Karl Erik Hassleblad irányítása alá került, aki 1924-től, tizennyolc éves korától Drezdában néhány évig optikát tanult, majd Rochesterbe ment az Eastmenhez.
1937-ben saját üzletet nyitott Göteborgban.

### A II. világháború alatt és után

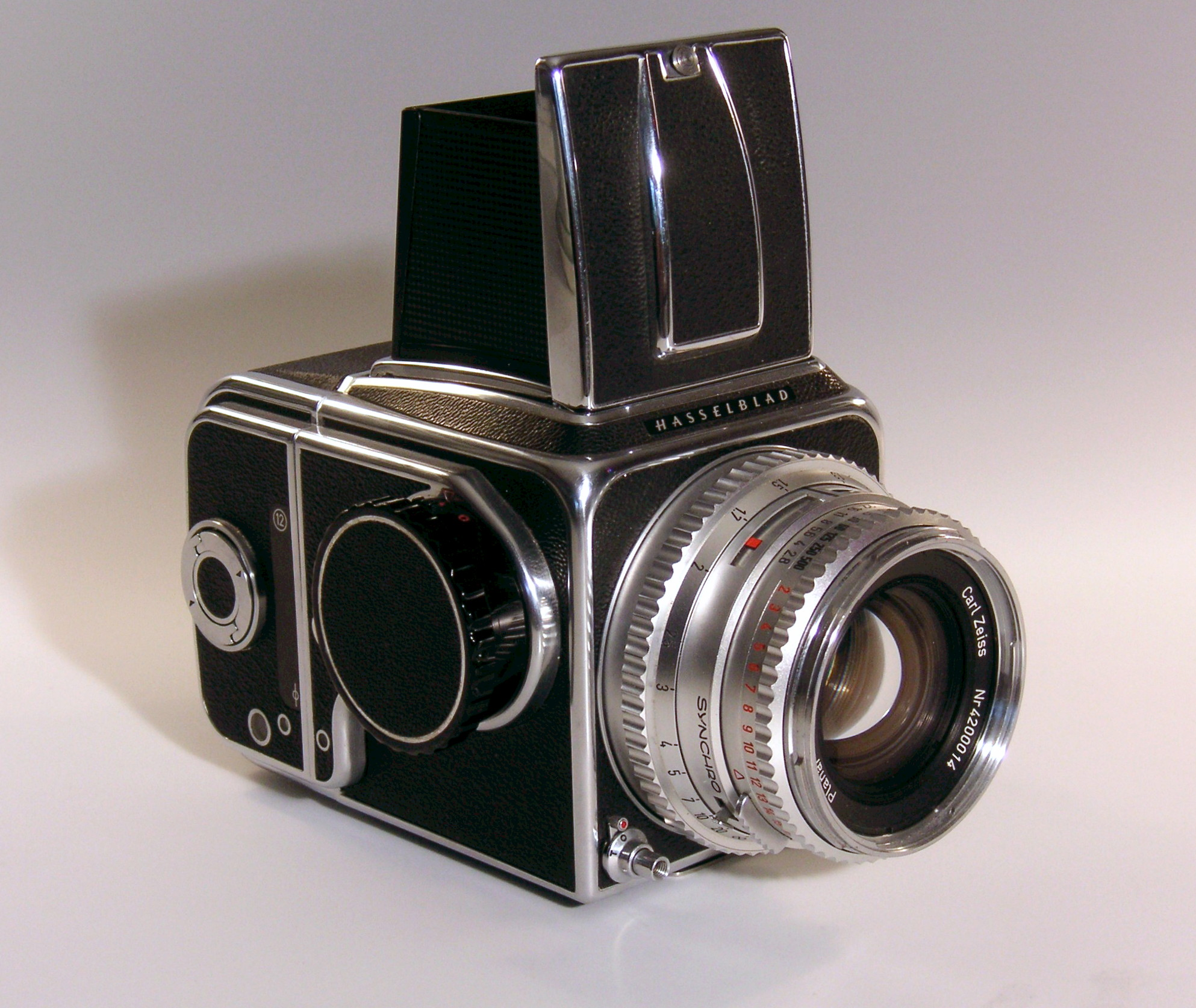
Hasselblad 500C

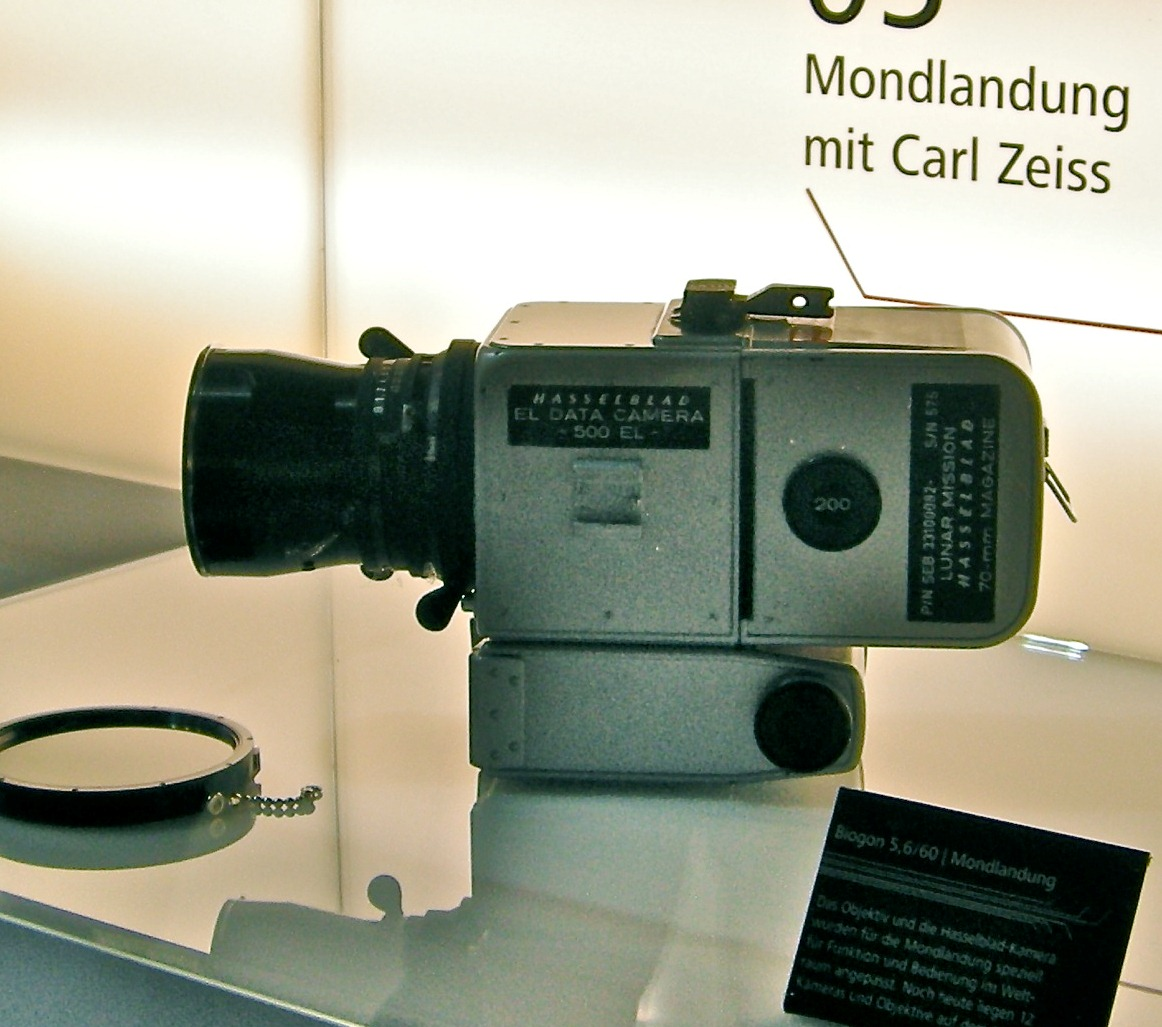
Az 500 EL, ilyet használtak a Holdon is

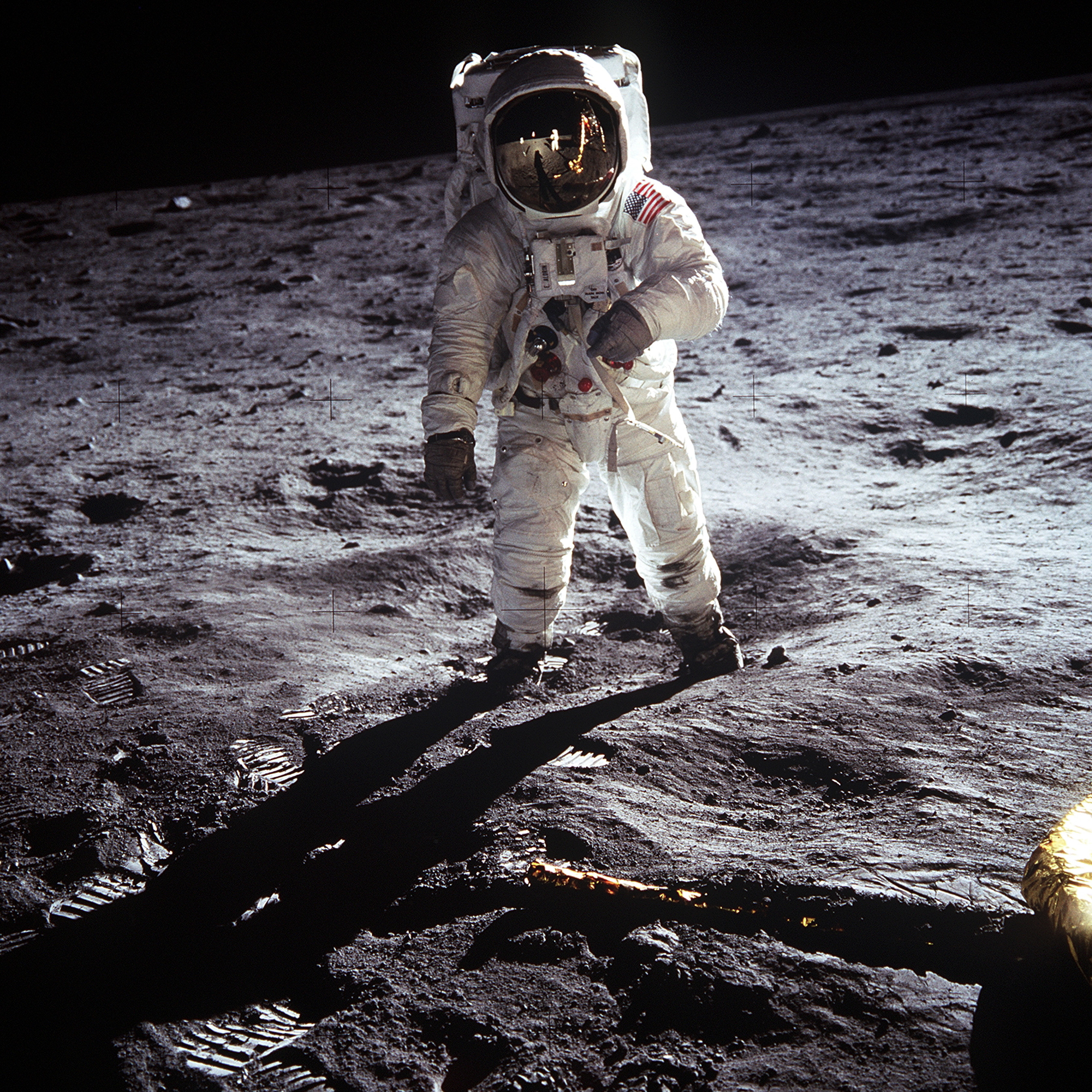
Egy Hasselbladdal készült híres fotó: Buzz Aldrin a Holdon, 1969. július 20-án; (Retusált változat, Fotó: Neil Armstrong/NASA)

A második világháború alatt a svéd hadsereg elfogott egy német repülőgépet, amely légifelvételeket készített. A fényképezőgépük feltehetően egy Handkammer HK 12.5/7x9 (GXN) volt. Ennek nyomán felkérték Hasselbladot egy gép megalkotására légifelvételekhez. Hasselblad létrehozott egy húszfős műhelyt és megcsinálták a HK7-es kamerát. Ezek után egy nagyfilmes gép elkészítésével bízták meg. Az új modell a SKa4 lett. 1941 és 1945 között 342 kamera készült el a hadsereg számára. Ugyanakkor órákat is készítettek, a háború végéig mintegy 95 000 darabot.
A háború után is folytatták az óragyártást, a Saab autógyár részére pedig alkatrészeket készítettek. Ugyanakkor nagy teljesítményű polgári fényképezőgépek gyártásába is belefogtak. Az első ilyen modell a favázas Rossex volt, amelynek belső mechanikáját a Saab designere, Sixton Sason alkotta meg.
1948-ban az 1600F jelent meg. Ez egy bonyolult készülék volt, sokat kellett még fejleszteni rajta. 1953-ig mintegy 3300 készült belőle. A következő modell az 1000F volt 38 mm-es Carl Zeiss optikával.
A Hasselblad gépeket 1954-től kezdték exportálni.

### Az 500C
Az 1000F-et 1957-ben váltotta föl az 500C, ami minden későbbi Hasselblad modell alapjává vált a következő negyven évre. Különböző variánsait egészen 2008-ig gyártották.
A fényképezőgép-gyártás csak 1960-ra vált rentábilissá. A cég közben folytatta a fotóanyagokkal való kereskedést, és megmaradt a Kodak disztribútoraként.
A NASA 1962-ben kezdte a Hasselbladot használni a cserélhető objektívek mellett a cserélhető hátlapként működő filmkazettának hála. Kértek néhány konstrukciós változtatást. Ennek nyomán született meg az 500EL motoros mechanikával. A Hasselblad 500C-t 1962-ben és 1963-ban két Mercury expedícióban használták. 1965-ben és 1966-ban a Gemini-program fényképezőgépe szintén Hasselblad volt. Az 500EL-t (Hasselblad Electric Camera) először az Apollo–8 űrutazáson használták. Az Apollo–11 három ilyen kamerát vitt magával. Az Apollo 16-on 500 mm-es objektívet használtak hozzá.
A NASA kapcsolatnak hála a Hasselblad ismert és népszerű lett a profi fotósok körében.

### 1970-től napjainkig
1977-ben jelent meg a 2000 sorozat, a klasszikus 500-asok utolsó lényeges fejlesztése. 2006-ban új gép jelent meg a profik részére, egy 39 megapixeles tükörreflexes gép 3F RAW képformátummal. 2009-ben két új modellt hoztak ki, 50, illetve 60 megapixeles érzékelővel (H4D-50; H4D-60).

## Hasselbladok a Holdon
Az Apollo–11 űrhajósai a Holdon Hasselblad EL Data Camera (HDC) géppel fényképeztek, amelynek Zeiss 5.6/60 mm-es Biogon objektívje volt, és 150-200 felvételre volt alkalmas a kazettája. A következő holdutazások különböző teleobjektívekkel szintén ilyen gépet használtak.

## Fordítás
Ez a szócikk részben vagy egészben  a   Victor Hasselblad című orosz Wikipédia-szócikk ezen változatának fordításán alapul.  Az eredeti cikk szerkesztőit annak laptörténete sorolja fel. Ez a jelzés csupán a megfogalmazás eredetét és a szerzői jogokat jelzi, nem szolgál a cikkben szereplő információk forrásmegjelöléseként.

## Külső hivatkozások
- Hivatalos oldal
- Magyar nyelvű oldal Archiválva 2012. szeptember 14-i dátummal a Wayback Machine-ben
- Hasselblad sztori; magyar